# Comandău
Comandău (in ungherese Kommandó) è un comune della Romania di 1035 abitanti, ubicata nel distretto di Covasna, nella regione storica della Transilvania.
Di particolare interesse la Ferrovia forestale di Covasna - Comandău, con elevatore obliquo, della quale è in costruzione un museo.

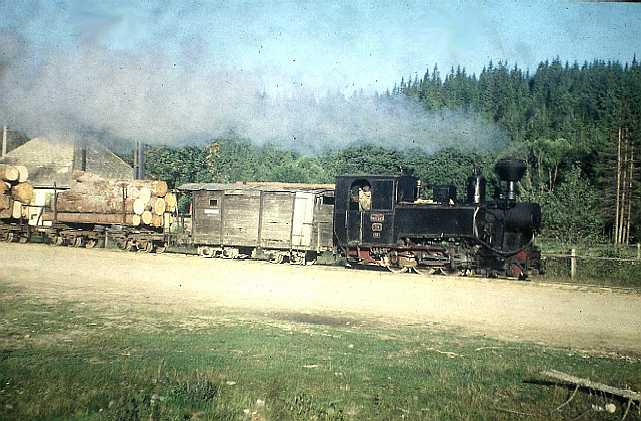
Un treno della Ferrovia forestale